# Bellver de Cerdanya
Bellver de Cerdanya è un comune spagnolo di 1 614 abitanti situato nella comunità autonoma della Catalogna.
Si trova nella comarca di Baixa Cerdanya, che fa parte della provincia di Lleida.
Nel 1999 il territorio comunale venne suddiviso e parte di esso divenne del nuovo comune di Riu de Cerdanya.

## Storia

### Simboli
Lo stemma è stato approvato il 12 giugno 1997.
Vi è rappresentato il castello di Bellver, attualmente in rovina, fondato nel 1225 da Nuño Sánchez conte di Cerdanya in cima ad una collina chiamata negli antichi documenti con il nome latino di Bello Videre. Quando Nuño Sánchez morì nel 1242, la contea di Cerdanya fu annessa alla Catalogna sotto il regno di Giacomo I d'Aragona: per questo sul castello sventola la bandiera reale con i Pali d'Aragona. Ai piedi del colle si trova il borgo murato di Bellver, che ancora oggi conserva una parte delle antiche mura.